# A balgaság dicsérete
A balgaság dicsérete a neves reneszánsz humanista, Rotterdami Erasmus fő műve.

## A mű születése
A balgaság dicsérete egy szatirikus filozófiai mű, amelyet Erasmus 1509-ben írt latin nyelven. 1511-ben jelent meg nyomtatásban először. A művet angliai tartózkodása alatt írta a szerzője, amikor Morus Tamásnál vendégeskedett (a két férfi jó barátságban volt egymással). Erasmus a mű írásakor figyelembe vette Faustino Perisaoli De Triumpho Stultitiae című művét is.

## A mű tartalma
A mű valójában a bölcsesség dicsérete, álarcban. Végig a Balgaság beszél benne, minden bekezdés egy-egy önálló téma. Erasmus megragadja az alkalmat, hogy mindent bíráljon, amivel a saját korában nem ért egyet. A király bolondjához hasonlítja magát, mert csak ő lehet őszinte az udvarban, ő mondhat igazat. Szerinte balgának kell lenni ahhoz, hogy bölcs legyen az ember. Formailag dicsér, valójában kárhoztat mindent, ami megmagyarázhatatlan a társadalom mindennapi életében. Beláttatja, hogy mindenkinek fontos, hogy tetszelegjen magának: "Mi más az emberi élet, mint egy nagy színdarab, melyben mindenki önmagától elütő álarcot borít magára?" A műben valamennyi társadalmi réteget érinti, a királyoktól a papokig. Bírálja a tudósokat: "ezek duplán balgák: mert balga embereknek születtek, és mégis a halhatatlan istenek élete után nyúlkálnak, és ugyanakkor lázadó gigászok módjára harcolnak a természet ellen a tudomány ostromgépeivel". Iróniáját az általa is látogatott egyetemekre zúdítja, ahol a diákok sovinizmusban versengenek egymással, mindegyik a saját nemzetére, a saját városára esküszik. "Az angolok a szép külsőt, a zenei ízlést és a bőséges vendéglátást vindikálják maguknak, (...) a skótok azzal hízelegnek, hogy előkelőek, s rokonságban állnak a királlyal, meg hogy kiválóan értenek a dialektika elménckedéseihez. (...) A párizsiak a teológia dicsőségét egyedül maguknak követelik, (...) a zsidók még most is kitartóan várják Messiásukat (...) a germánok óriás termetükkel és mágikus tudományukkal tetszelegnek". Észrevételei a papokat és a szerzeteseket sem kíméli, mert azok híveik hiszékenységével visszaélve kitalált csodákról mesélnek nekik. Karikírozza a templomi prédikációkat, ahol mindenki ásít, szunyókál. Bírálja a teológusokat, akik kényük-kedvük szerint alakítják a Szentírást.

## Hatása
A művet hamarosan lefordították francia és a német nyelvre, majd követte ezeket az angol nyelvű kiadás is. A mű befolyásolta a retorika tanítását a későbbi 16. században. Hatott a művészekre, köztük rajzolásra ihlette az ifjú Hans Holbeint. Magyar nyelvű fordításai majd csak a 20. század elejétől jelentek meg Szabó András, Lányi Margit, 1958-tól Kardos Tibor fordításában is, ezúttal Ifj. Hans Holbein illusztrációjával.

## Magyarul
- A balgaság dícsérete; ford., bev., jegyz. Szabó András; Athenaeum, Budapest, 1914 (Modern könyvtár)
- A balgaság dícsérete; ford. Lányi Margit; Szociáldemokrata Párt, Budapest, 1942
- A balgaság dícsérete; ford., jegyz., bev. Kardos Tibor; Magyar Helikon, Budapest, 1958
- A balgaság dícsérete; ford., jegyz. Bodor András, bev. Constantin I. Botez; Tudományos Kiadó, Bukarest, 1960
- Mórias enkómion. A Balgaság dícsérete. Rotterdami Erasmus előadása a Balgaság képében; ford. Kardos Tibor; Magyar Iparművészeti Főiskola, Budapest, 1977

## Fordítás
- Ez a szócikk részben vagy egészben a The Praise of Folly című angol Wikipédia-szócikk ezen változatának fordításán alapul.  Az eredeti cikk szerkesztőit annak laptörténete sorolja fel. Ez a jelzés csupán a megfogalmazás eredetét és a szerzői jogokat jelzi, nem szolgál a cikkben szereplő információk forrásmegjelöléseként.